# Торан, Лейн
Лейн Торан (англ. Lane Toran, более известен как Торан Коделл (англ. Toran Caudell); род. 15 октября 1982, Лос-Анджелес, Калифорния) — американский актёр, музыкант. Более известен по голосу Арнольда из мультсериала «Эй, Арнольд!» и по голосу короля Боба из сериала «Переменка».

## Биография
Лейн Торан родился 15 октября 1982 года в городе Лос-Анджелес, штат Калифорния, США. Его родители, Мо и Лейн Коделлы также как и он являются актёрами.
В 2012 году женился на актрисе Джаклин Бетам.

### Карьера
Лейн начал свою актёрскую карьеру, когда ему было 12-13 лет. Первой работой для него стал телефильм «Макс пропал без вести», вышедший в 1995 году. Позже на следующий год получил роль озвучивания Арнольда в мультсериале «Эй, Арнольд!». После озвучивания 1 сезона плюс первых серий второго сезона, Лейна пришлось заменить Филлипом Ван Дайком из-за того, что у Лейна поменялся голос. Однако, сам Лейн не покинул сериал, а получил новую роль — озвучивание Вольфганга. Помимо этого Лейн участвовал в проектах «Переменка», «Папаша с афиши», «Малкольм в центре внимания», «Как говорит Джинджер» и «Вездесущий». В 2005 году Лейн перестаёт участвовать в актёрских работах и становиться композитором сериала «Уже можно», над которым работал до 2008 года.
В 2015 году Лейн возвращается к своей актёрской профессии.

## Фильмография

### Актёр
| Год       |    | Русское название              | Оригинальное название        | Роль                      |
| --------- | -- | ----------------------------- | ---------------------------- | ------------------------- |
| 1995      | тф | Макс пропал без вести         | Max Is Missing               | Макс                      |
| 1995      | с  | Розанна                       | Roseanne                     | Джозеф                    |
| 1996      | с  | Молони                        | Moloney                      | Джо Баллантайн-младший    |
| 1996—2001 | мс | Эй, Арнольд!                  | Hey Arnold!                  | Арнольд Шортмэн/Вольфганг |
| 1997      | мс | Переменка                     | Recess                       | король Боб                |
| 1997      | мс | ААА!!! Настоящие монстры      | Aaahh!!! Real Monsters       | мальчик                   |
| 1997      | мс | 101 далматинец                | 101 Dalmatians: The Series   | Триног                    |
| 1998      | ф  | Папаша с афиши                | Billboard Dad                | сёрфер                    |
| 1999—2002 | мс | Ракетная мощь                 | Rocket Power                 | крутой парень             |
| 2001      | мф | Джимми Нейтрон: Мальчик-гений | Jimmy Neutron: Boy Genius    | дополнительные роли       |
| 2003      | с  | Малкольм в центре внимания    | Malcolm in the Middle        | Джейсон                   |
| 2003      | мс | Детки подросли                | All Grown Up                 | различные роли            |
| 2003      | мс | Как говорит Джинджер          | As Told By Ginger            | Фред                      |
| 2004      | ф  | Вездесущий                    | The Eavesdropper             | Камерон                   |
| 2015      | с  | Нэшвилл                       | Nashville                    | Билли                     |
| 2015      | с  | Супружеский долг              | Satisfaction                 | Скотти                    |
| 2017      | мф | Эй, Арнольд! Кино из джунглей | Hey Arnold! The Jungle Movie | Че                        |
| 2020      | с  | Расскажи мне сказку           | Tell Me a Story              | Стив                      |

### Композитор
- 2005—2008: Уже можно